# Bruckmühl (Dieterskirchen)
Bruckmühl ist ein Gemeindeteil von Dieterskirchen im Oberpfälzer Landkreis Schwandorf (Bayern).

## Geographische Lage
Bruckmühl befindet sich ungefähr einen Kilometer östlich von Dieterskirchen am Ufer der Ascha.

## Geschichte
Zum Stichtag 23. März 1913 (Osterfest) wurde Bruckmühl als Teil der Pfarrei Dieterskirchen mit einem Haus und drei Einwohnern aufgeführt.
Bruckmühl wurde 1964 als „Ortsteil der Gemeinde Dieterskirchen“ verzeichnet.
Am 31. Dezember 1990 hatte Bruckmühl zwei Einwohner und gehörte zur Pfarrei Dieterskirchen.